# George Grizzard
George Cooper Grizzard Jr. (Roanoke Rapids, 1 de abril de 1928 - Nova Iorque, 2 de outubro de 2007) foi um ator estadunidense. Ao longo de sua carreira ele recebeu diversos prêmios, incluindo um Emmy, um Grammy e um Tony.